# Рочегов, Александр Григорьевич
Алекса́ндр Григо́рьевич Рочего́в (24 января [6 февраля] 1917, Баку — 2 декабря 1998, Москва) — советский, российский архитектор. Участник Великой Отечественной войны. Народный архитектор СССР (1991). Лауреат Государственной премии СССР (1990).

## Биография
Родился 6 февраля 1917 года в Баку (ныне в Азербайджане).
В 1935 году поступил на архитектурный факультет Ленинградской академии художеств. К началу Великой Отечественной войны был студентом дипломного курса. В 1941 году ушёл добровольцем на фронт, где получил ранение и был демобилизован. В 1943 году в Самарканде, куда была эвакуирована академия, защитил дипломный проект «Библиотека Академии наук в Москве». В 1944 году окончил аспирантуру.
В 1944—1949 годах работал старшим архитектором, руководителем группы в Государственных архитектурных мастерских Комитета по делам архитектуры Совета Министров СССР у Л. М. Полякова, в 1949—1950 — в бюро по проектированию высотного здания на Комсомольской площади в Москве при проектном институте № 2 Минстроя СССР, в 1951—1960 — в институте «Гидропроект» Минэнерго СССР. В 1949—1959 годах был руководителем группы по проектированию в Москве здания гостиницы «Ленинградская».
В 1960—1963 годах — руководитель комплексной мастерской № 20 Управления «Моспроект-1» Главного архитектурно-планировочного управления Мосгорисполкома, в 1963—1982 — начальник Управления «Моспроект-1» ГлавАПУ Мосгорисполкома.
С 1965 года представлял СССР на Международной комиссии по жилищу, а в 1971 году был избран председателем рабочей группы по жилищу Международного союза архитекторов. Под его руководством был издан ряд важных документов, в частности «Хартия жилища».
В 1979—1982 годах создал и внедрил систему крупнопанельного домостроения из компоновочных объемно-планировочных элементов (КОПЭ).
Член Союза архитекторов СССР (1946). С 1982 года на протяжении 10 лет возглавлял Союз архитекторов РСФСР/России. Академик Российской академии архитектуры и строительных наук, в 1992—1998 годах — её Президент. Действительный член АХ СССР (с 1988).
Был почётным членом Международной академии архитектуры в Москве, почётным членом Украинской академии архитектуры.
Член Академии архитектуры Франции (1988), член правления Российского Союза строителей и ряда других организаций.
С 1963 года неоднократно избирался депутатом Московского городского совета. Был членом парткома Моспроекта-1.
Хорошо владел архитектурной графикой и рисунком. Автор акварельных перспектив московских высоток, и офортов, сделанных на Волго-Донском канале.
Скончался 2 декабря 1998 года в Москве. Похоронен на Новом Донском кладбище.

### Семья
- Жена — Мария Энгельке (1918—2011), художник[8].
- Дочери:
  - Анна Рочегова, художник.
  - Наталия Рочегова, профессор Московского архитектурного института[9].

## Награды и звания
- Заслуженный архитектор РСФСР (1976)[6]
- Народный архитектор СССР (1991)
- Государственная премия СССР (1990) — за создание и внедрение системы крупнопанельного домостроения из компоновочных объёмно-планировочных элементов
- Государственная премия Узбекской ССР имени Хамзы (1970)[10]
- Премия Правительства Российской Федерации в области науки и техники
- Премия Совета Министров СССР (1972)
- Два ордена Трудового Красного Знамени[6] (1966, 1971)
- Орден Отечественной войны II степени (1986)
- Орден Красной Звезды[6] (1952)
- Орден Дружбы народов (1980) — за достигнутые успехи в проектировании, строительстве и реконструкции олимпийских объектов в гор. Москве[11]
- Орден «Знак Почёта»[6]
- Орден «За заслуги перед Отечеством» III степени (1997)
- Орден Почёта (1996)
- Почётная грамота Правительства Российской Федерации (4 февраля 1997) — за заслуги перед государством в развитии отечественной архитектуры и градостроительства и в связи с 80-летием со дня рождения
- 10 медалей

## Постройки
- Комплекс наземных зданий и сооружений Волго-Донского судоходного канала и Цимлянского гидроузла (в составе авторского коллектива под руководством Л. М. Полякова, 1950—1953)
- Здания проектных организаций (Москва, Волоколамское шоссе), 1952—1955 года.
- Гостиница «Ленинградская» (Москва, руководитель группы по проектированию в 1949—1959 годах).
- Жилой дом (Москва, Проспект мира, 74; совместно с архитектором Н. И. Хлыновым).
- Здание центрального московского автовокзала (Щёлковское шоссе, 75, совместно с В. А. Нестеровым и В. М. Гинзбургом), 1971 год.
- Руководство проектированием и реконструкцией части центра Ташкента района Чиланзар после землетрясения 1966 года[6].
- Универмаг «Московский» (Москва, Комсомольская площадь)[6].
- Посольство России в Гаване (Куба, 1985).

## Память
- В феврале 1997 года в честь 80-летия Александра Рочегова на фасаде построенного им здания проектных организаций была установлена мемориальная доска.
- В сентябре 2018 года в Красносельском районе Москвы появилась улица Архитектора Рочегова[12].